# Zoanno
(Gregorio Brunelli, «Curiosi trattenimenti contenenti ragguagli sacri e profani dei popoli camuni», 1698)
Zoanno ( detto Suàn in dialetto locale) è una frazione del comune di Ponte di Legno, in alta Val Camonica, provincia di Brescia.

## Geografia fisica
Il paese sorge sulla riva destra del torrente Frigidolfo in posizione dominante su Ponte di Legno, ad una settantina di metri d'altezza rispetto al fondovalle, ed è orientato verso est.
A nord-est la valle è chiusa dai monti Caione e Graole, mentre ad est si innalzano le vette della Bleis, di Cima le Sorti e il Dosso di Cò de Mòrt, da cui originano la Val del Calò, la Val Mesàna e Val de Sès; il paese stesso si trova sui fianchi di Cima Bleis di Somalbosco, e, grazie al dosso di Vescasa, è riparato rispetto alle correnti d'aria del Tonale mentre è esposto ai venti freddi del Gavia, che in inverno danno luogo a bufere di neve, dette bulfì in dialetto locale.

## Storia
Nonostante la tradizione affermi che l'abitato risalga all'epoca romana, non esistono testimonianze a proposito. Secondo gli storici locali, bisogna aspettare fino al 1526 perché l'abitato venga citato in un documento; il 14 agosto di quell'anno infatti il Capitanio di Valle Andrea Del Duca riferiva al Senato della Serenissima di aver provveduto a far costruire, come ordinato dall'Orsini, una torre d'osservazione a Zoanno presso Ponte di Legno.

## Toponimo
Secondo Gregorio Brunelli il nome deriverebbe da *suan, che è la variante dialettale camuna del nome del patrono del paese, San Giovanni.
Il dalignese Bonifacio Favallini, nella sua opera Camunni del 1886, è contrario a questa ipotesi in quanto trova che la pronuncia tra *suan e *zuan sia troppo difforme, e propone invece che il nome Zoanno derivi dal celtico SU-AN, ovvero terra sopra, abitato superiore; ipotesi che troverebbe conferma nella collocazione geografica del paese.

## Architetture religiose
Le chiese di Zoanno sono:
- Chiesa di San Giovanni Battista, di costruzione seicentesca, rifatta nel XVIII secolo
- Cappella dei Morti, sorge nelle vicinanze della chiesa.

## Società
Gli scütüm sono nei dialetti camuni dei soprannomi o nomiglioli, a volte personali, altre indicanti tratti caratteristici di una comunità. Quello che contraddistingue gli abitanti di Zoanno è Gòs.